# 斎藤岬
斎藤 岬（さいとう みさき、1973年2月27日 - ）は、日本の漫画家、イラストレーター。北海道札幌市出身、東京都板橋区在住。

## 来歴
北海道札幌市で生まれ、東京都板橋区で育つ。1995年、『コミックバーガー』（スコラ）3月号に掲載された「GUARDIAN」でデビュー（本人のサイトでは「ガーディアン」と表記）。以後、同誌からリニューアルされた『コミックバーズ』とその増刊である『ルチル』『スピカ』、及び『ミステリービィストリート』にて作品を発表している。
デッサン画のごとき風格のある端正な絵柄を特徴とする。作風は伝奇的要素を含んだ作品が多いが、その他にも時代劇、ミステリ、女性向けなど多岐に渡る作品がある。また、イラストレーターとしても、いくつかの小説の挿画を手がけている。
2017年に警視庁抜刀課が舞台化された。

## 作品リスト
- GUARDIAN（コミックバーガー 1995年3月号） - THE EARLY BIRZ デビューアンソロジー（幻冬舎コミックス 2003年 ISBN 978-4-344-802711）[2]に収載。その後、ウルトラパニック 第1巻に再録。
- 魔殺ノート 退魔針シリーズ（原作：菊地秀行、コミックバーガー 1995年5月号 - 1999年5月号、コミックバーズ 1999年7月号 - 2004年4月号）
- ウルトラ・パニック（ルチル 1996年3月 - 1996年9月、同誌1999年7月 - 2002年7月、ルチルアンソロジー vol.1 - 7（1997年9月 - 1999年3月）、Webスピカ 2005年2月号 - 2005年4月号）
- 死神探偵シリーズ（Bstreet vol.1（2000年2月）、同誌vol.4 - 5（2001年2月 - 2001年5月）、ミステリービィストリート 2002年12月号 - 2003年10月号、幻蔵 2005年12月号 - 2006年11月号、スピカ 2009年6月号 - 2010年7月号）
- 華族探偵素成の華麗なる冒険（Bstreet2001年8月 - 2002年6月、WebコミックGENZO→幻蔵2005年7月号 - 2005年9･10月号、同誌2007年1月号、Webスピカ2010年10月号） - 死神探偵シリーズの単行本に併録。
- ひなたの狼 新選組綺談（コミックバーズ 2004年5月号 - 2006年10月号）
- タカラモノ （紅蓮の義経記 2005年9月刊） - 死神探偵と幽霊学園 第3巻に収載。
- DRUG-ON ドラゴン（コミックバーズ 2006年12月号 - 2009年3月号）
- 外つ神（コミックバーズ 2009年5月号 - 2014年5月号）
- リリックメード（コミックバーズ 2014年6月号 - 2015年7月号）
- 警視庁抜刀課（月刊バーズ 2015年9月号 - 2018年8月号、デンシバーズ→comicブースト 2018年9月14日 - 2020年6月27日）[3]
- レオとマブ 〜ふたりはさらざんまい〜（原作：イクニラッパー、ルチル 2018年7月号 - 2019年5月号、ルチルSWEET #35 - #39）[4]
- 元奴隷ですが、鬼の奴隷を買ってみたら精力が強すぎるので捨てたい……（原作：天晴にこ、comicブースト 2021年1月19日 - 連載中）

※完結作品『ひなたの狼』『DRUG-ON』および休止中の『ウルトラパニック』については、続編および再開の構想のあることを作者が公表している。

## 書誌情報

### 単行本・文庫版
- 魔殺ノート退魔針（スコラ版全7巻、ソニー・マガジンズ版全11巻、スペシャル版全7巻、文庫版全7巻）
  - スコラ〈バーガーSC〉全7巻（未完）

  1. 1995年 ISBN 978-4-7962-4357-5
  2. 1996年 ISBN 978-4-7962-4376-6
  3. 1996年 ISBN 978-4-7962-4401-5
  4. 1997年 ISBN 978-4-7962-4416-9
  5. 1998年 ISBN 978-4-7962-4432-9
  6. 1998年 ISBN 978-4-7962-4443-5
  7. 1999年 ISBN 978-4-7962-4464-0

  - ソニー・マガジンズ〈バーズコミックス〉全11巻（完結。第1巻 - 第7巻はスコラ版の再版）

  1. 1999年 ISBN 978-4-7897-8126-8
  2. 1999年 ISBN 978-4-7897-8127-5
  3. 1999年 ISBN 978-4-7897-8128-2
  4. 1999年 ISBN 978-4-7897-8129-9
  5. 1999年 ISBN 978-4-7897-8130-5
  6. 1999年 ISBN 978-4-7897-8131-2
  7. 1999年 ISBN 978-4-7897-8132-9
  8. 1999年 ISBN 978-4-7897-8133-6
  9. 2000年 ISBN 978-4-7897-8250-0
  10. 2000年 ISBN 978-4-7897-8300-2
  11. 2001年 ISBN 978-4-7897-8350-7

  - スペシャル版：幻冬舎コミックス〈バーズコミックススペシャル〉全7巻[6]（ソニー・マガジンズ版全11巻の再編集版）

  1. 2001年12月24日発行 ISBN 978-4-344-80010-6
  2. 2002年01月24日発行 ISBN 978-4-344-80021-2
  3. 2002年02月24日発行 ISBN 978-4-344-80034-2
  4. 2002年03月24日発行 ISBN 978-4-344-80047-2
  5. 2002年04月24日発行 ISBN 978-4-344-80060-1
  6. 2002年05月24日発行 ISBN 978-4-344-80073-1
  7. 2002年06月24日発行 ISBN 978-4-344-80088-5

  - 文庫版：幻冬舎コミックス〈幻冬舎コミックス漫画文庫〉全7巻[7]（幻冬舎スペシャル版全7巻の文庫化）

  1. 2007年06月22日発行 ISBN 978-4-344-81023-5
  2. 2007年06月22日発行 ISBN 978-4-344-81024-2
  3. 2007年09月21日発行 ISBN 978-4-344-81118-8
  4. 2007年09月21日発行 ISBN 978-4-344-81119-5
  5. 2007年12月21日発行 ISBN 978-4-344-81179-9
  6. 2007年12月21日発行 ISBN 978-4-344-81180-5
  7. 2008年03月21日発行 ISBN 978-4-344-81298-7
- 魔殺ノート退魔針 魔針胎動編（全6巻、文庫版全3巻）
  - 幻冬舎コミックス〈バーズコミックス〉全6巻[8]

  1. 2001年12月24日発行 ISBN 978-4-344-80000-7
  2. 2002年04月24日発行 ISBN 978-4-344-80055-7
  3. 2002年10月24日発行 ISBN 978-4-344-80144-8
  4. 2003年04月24日発行 ISBN 978-4-344-80229-2
  5. 2004年01月24日発行 ISBN 978-4-344-80360-2
  6. 2004年04月24日発行 ISBN 978-4-344-80399-2

  - 文庫版：幻冬舎コミックス〈幻冬舎コミックス漫画文庫〉全3巻[9]（幻冬舎コミックス版全6巻の再編集文庫化）

  1. 2008年03月21日発行 ISBN 978-4-344-81299-4
  2. 2008年06月24日発行 ISBN 978-4-344-81360-1
  3. 2008年06月24日発行 ISBN 978-4-344-81361-8
- ウルトラ・パニック（スコラ版全2巻、ソニー・マガジンズ版全3巻、幻冬舎コミックス版全4巻、スペシャル版全2巻）
  - スコラ〈スコラレディースコミックス〉全2巻（未完）

  1. 1997年 ISBN 978-4-7962-8803-3
  2. 1999年 ISBN 978-4-7962-8913-9

  - ソニー・マガジンズ〈ソニー・マガジンズコミックスルチルコレクション〉全3巻（未完。第1巻・第2巻はスコラ版の再版）

  1. 1999年 ISBN 978-4-7897-8173-2
  2. 1999年 ISBN 978-4-7897-8174-9
  3. 2001年 ISBN 978-4-7897-8356-9

  - 幻冬舎コミックス〈バーズコミックス〉全4巻[10]（完結。第1巻 - 第3巻はソニー・マガジンズ版の再版、第1巻・第2巻はスコラ版の再々版）

  1. 2002年02月24日発行 ISBN 978-4-344-80038-0
  2. 2002年02月24日発行 ISBN 978-4-344-80039-7
  3. 2002年02月24日発行 ISBN 978-4-344-80040-3
  4. 2005年04月24日発行 ISBN 978-4-344-80550-7

  - スペシャル版：幻冬舎コミックス〈バーズコミックススペシャル〉全2巻[11]（幻冬舎コミックス版全4巻の再編集版）

  1. 2006年12月22日発行 ISBN 978-4-344-80890-4
  2. 2007年01月24日発行 ISBN 978-4-344-80906-2
- 死神探偵シリーズ
  - 死神探偵と憂鬱温泉：幻冬舎コミックス〈バーズコミックス〉全1巻[12]

  1. 2002年02月24日発行 ISBN 978-4-344-80037-3

  - 死神探偵と幽霊学園：幻冬舎コミックス〈バーズコミックス〉全3巻[12]

  1. 2003年08月24日発行 ISBN 978-4-344-80270-4
  2. 2006年11月24日発行 ISBN 978-4-344-80863-8
  3. 2011年02月24日発行 ISBN 978-4-344-82143-9
- ひなたの狼 新選組綺談（全5巻、スペシャル版全2巻）
  - 幻冬舎コミックス〈バーズコミックス〉全5巻[13]

  1. 2004年09月24日発行 ISBN 978-4-344-80453-1
  2. 2005年03月24日発行 ISBN 978-4-344-80533-0
  3. 2005年09月24日発行 ISBN 978-4-344-80622-1
  4. 2006年03月24日発行 ISBN 978-4-344-80715-0
  5. 2006年09月22日発行 ISBN 978-4-344-80823-2

  - スペシャル版：幻冬舎コミックス〈バーズコミックススペシャル〉全2巻[14]（幻冬舎コミックス版全5巻の再編集版）

  1. 2008年02月23日発行 ISBN 978-4-344-81235-2
  2. 2008年02月23日発行 ISBN 978-4-344-81236-9
- DRUG-ON（幻冬舎コミックス〈バーズコミックス〉全5巻）[15]
  1. 2007年03月24日発行 ISBN 978-4-344-80940-6
  2. 2007年09月22日発行 ISBN 978-4-344-81078-5
  3. 2008年03月24日発行 ISBN 978-4-344-81248-2
  4. 2008年09月19日発行 ISBN 978-4-344-81412-7
  5. 2009年02月24日発行 ISBN 978-4-344-81554-4
- 外つ神（幻冬舎コミックス〈バーズコミックス〉全10巻）[16]
  1. 2009年10月24日発行 ISBN 978-4-344-81772-2
  2. 2010年04月24日発行 ISBN 978-4-344-81928-3
  3. 2010年10月23日発行 ISBN 978-4-344-82060-9
  4. 2011年04月23日発行 ISBN 978-4-344-82205-4
  5. 2011年10月24日発行 ISBN 978-4-344-82327-3
  6. 2012年04月24日発行 ISBN 978-4-344-82489-8
  7. 2012年10月24日発行 ISBN 978-4-344-82620-5
  8. 2013年04月24日発行 ISBN 978-4-344-82797-4
  9. 2013年10月24日発行 ISBN 978-4-344-82936-7
  10. 2014年04月24日発行 ISBN 978-4-344-83101-8
- リリックメード（幻冬舎コミックス〈バーズコミックス〉全2巻）[17]
  1. 2014年11月21日発行 ISBN 978-4-344-83257-2
  2. 2015年6月24日発行 ISBN 978-4-344-83478-1
- 警視庁抜刀課（幻冬舎コミックス〈バーズコミックス〉全8巻）[18]
  1. 2016年1月23日発行 ISBN 978-4-344-83610-5
  2. 2016年8月24日発行 ISBN 978-4-344-83773-7
  3. 2017年2月24日発行 ISBN 978-4-344-83909-0
  4. 2017年8月24日発行 ISBN 978-4-344-84034-8
  5. 2018年1月24日発行 ISBN 978-4-344-84136-9
  6. 2018年11月24日発行 ISBN 978-4-344-84354-7
  7. 2019年4月24日発行 ISBN 978-4-344-84437-7
  8. 2020年8月24日発行 ISBN 978-4-344-84691-3
- レオとマブ〜ふたりはさらざんまい〜（幻冬舎コミックス〈バーズコミックス ルチルコレクション〉全1巻）[19]
  - 2019年3月22日発行 ISBN 978-4-344-84420-9
- 元奴隷ですが、鬼の奴隷を買ってみたら精力が強すぎるので捨てたい……（幻冬舎コミックス〈バーズコミックス〉既刊7巻）
  1. 2021年8月24日発売[20]、ISBN 978-4-344-84911-2
  2. 2022年4月22日発売[21]、ISBN 978-4-344-85031-6
  3. 2022年11月24日発売[22]、ISBN 978-4-344-85138-2
  4. 2023年5月24日発売[23]、ISBN 978-4-344-85222-8
  5. 2023年12月22日発売[24]、ISBN 978-4-344-85340-9
  6. 2024年9月24日発売[25]、ISBN 978-4-344-85463-5
  7. 2025年5月23日発売[26]、ISBN 978-4-344-85590-8

### 画集・ムック
- MIX NOISE ― 斎藤岬画集
  - ソニー・マガジンズ 2000年4月 ISBN 978-4-7897-8262-3[27]
  - 幻冬舎コミックス 2002年10月24日発行 ISBN 978-4-344-80149-3[28]
- 公式ファンブック 退魔針 宝彩宮（幻冬舎コミックス）[29]
  - 2004年5月24日発行 ISBN 978-4-344-80404-3

### 小説挿絵
- 五百香ノエル『ヒューマン レプリカ』スコラ〈ルチルノベルズ〉
  - 1997年 ISBN 978-4-7962-0439-2
- 菊地秀行『魔殺ノート 退魔針』シリーズ、祥伝社〈ノン・ノベル〉[30]
  1. 退魔針 邪神戦線 2000年8月30日発売 ISBN 978-4-396-20695-6
  2. 退魔針 鬼獣戦線 2004年2月10日発売 ISBN 978-4-396-20774-8
  3. 退魔針 紅虫魔殺行 2008年2月6日発売 ISBN 978-4-396-20842-4
- 上遠野浩平『ソウルドロップ』シリーズ、祥伝社〈ノン・ノベル〉[31]
  1. ソウルドロップ・ソウルドロップの幽体研究 2004年8月27日発売 ISBN 4-396-20785-9
  2. ソウルドロップ奇音録／ソウルドロップ・メモリアノイズの流転現象 2005年10月11日発売 ISBN 4-396-20805-7
  3. ソウルドロップ虜因録 メイズプリズンの迷宮回帰 2006年10月30日発売 ISBN 4-396-20823-5
  4. ソウルドロップ彷徨録 トポロシャドゥの喪失証明 2008年2月6日発売 ISBN 978-4-396-20841-7
  5. ソウルドロップ巡礼録 クリプトマスクの擬死工作 2010年2月8日発売 ISBN 978-4-396-20872-1
  6. ソウルドロップ幻戯録 アウトギャップの無限試算 2011年7月30日発売 ISBN 978-4-396-20890-5
  7. コギトピノキオの遠隔思考 ソウルドロップ孤影録 2012年11月30日発売 ISBN 978-4-396-21003-8
- 桜井亜美『シックス・ルーン』シリーズ
  1. シックス・ルーン 1 星ヲ守ル者たち、ソニー・マガジンズ〈ヴィレッジブックスedge〉、2006年8月 ISBN 978-4-86332-830-3
  2. シックス・ルーン 2 美シキ悪魔ノ戀、ヴィレッジブックス〈ヴィレッジブックスedge〉、2007年7月 ISBN 978-4-7897-3133-1
- 天晴にこ『元奴隷ですが、鬼の奴隷を買ってみたら精力が強すぎるので捨てたい……』、幻冬舎コミックス[32]
  - 2021年8月30日発売 ISBN 978-4-344-84916-7

### キャラクターデザイン
- 大戦略マスターコンバット2（1998年4月23日発売）システムソフト[33][34][35]